# Durrës (prefectuur)
Durrës (Albanees: Qarku i Durrësit) is een van de 12 prefecturen van Albanië. De hoofdstad van de prefectuur Durrës is de stad Durrës.

## Bevolking
Op 1 januari 2018 telt de prefectuur Durrës zo'n 289.628 inwoners. Dat is een stijging vergeleken met 218.530 inwoners in het jaar 1989. De prefectuur Durrës is een van de weinige plaatsen in Albanië waar de bevolking nog toeneemt.

#### Religie
Meer dan twee op de drie inwoners zijn islamitisch (67,46 procent).
Minderheden behoren tot de Katholieke Kerk in Albanië (7,35 procent), de Albanees-Orthodoxe Kerk (3,30 procent) en het bektashisme (1,60 procent).

### Bestuurlijke indeling
De prefectuur is ingedeeld in drie steden (bashkia) na de gemeentelijke herinrichting van 2015:
Durrës • Krujë • Shijak.
Berat · Dibër · Durrës · Elbasan · Fier · Gjirokastër · Korçë · Kukës · Lezhë · Shkodër · Tirana · Vlorë

Deelgemeenten · Gemeenten · Prefecturen